# 魯金卡河
魯金卡河（烏克蘭語：Рудинка），是烏克蘭的河流，位於該國西北部羅夫諾州，屬於亞茲溫卡河的左支流，發源自烏格利西南面，流經薩爾內區，河道全長23公里。